# کلووردیل (اورگن)
کلووردیل (به انگلیسی: Cloverdale) یک منطقهٔ مسکونی در ایالات متحده آمریکا است که در شهرستان تیلاموک، اورگن واقع شده‌است. کلووردیل ۲٫۱ کیلومتر مربع مساحت و ۲۴۲ نفر جمعیت دارد و ۷ متر بالاتر از سطح دریا واقع شده‌است.